# Jean de Charpentier
Jean de Charpentier o Johann von Charpentier (Freiberg, 8 dicembre 1786 – Bex, 12 dicembre 1855) è stato un geologo svizzero naturalizzato tedesco, noto per aver studiato i ghiacciai svizzeri.

## Biografia
Figlio del geologo Johann Friedrich Wilhelm Toussaint von Charpentier (1738-1805) e fratello di Toussaint von Charpentier (1779-1847), anch'egli geologo, dopo aver seguito le orme del padre come ingegnere minerario, si distinse nel suo campo lavorando nelle miniere di rame dei Pirenei e in quelle di sale della Svizzera occidentale.
Nel 1818 un evento catastrofico lo portò a focalizzare i suoi studi sui ghiacciai e sulle Alpi, allorché un lago arginato dal ghiaccio nella Val de Bagnes sopra Martigny si riversò a valle, causando molte vittime.  Sfruttando l'evidenza dei massi erratici e delle morene, Jean de Charpentier ipotizzò che i ghiacciai svizzeri fossero stati una volta molto più estesi. Questi massi, caratteristici dei ghiacciai, venivano sparpagliati come se fossero stati portati là dai ghiacciai (attualmente non più esistenti), contrariamente all'idea precedente che vedeva nell'inondazione biblica la causa della loro deposizione. Ciò nonostante, non era sicuro di come i ghiacciai inizialmente si fossero formati, spostati e infine scomparsi. Le sue idee furono poi riprese e sviluppate da Louis Agassiz.
Massone, è membro della loggia La Réunion di Bex, appartenente al Grande Oriente Nazionale Elvetico Romando.
Il 12 dicembre 1841 divenne socio dell'Accademia delle scienze di Torino.

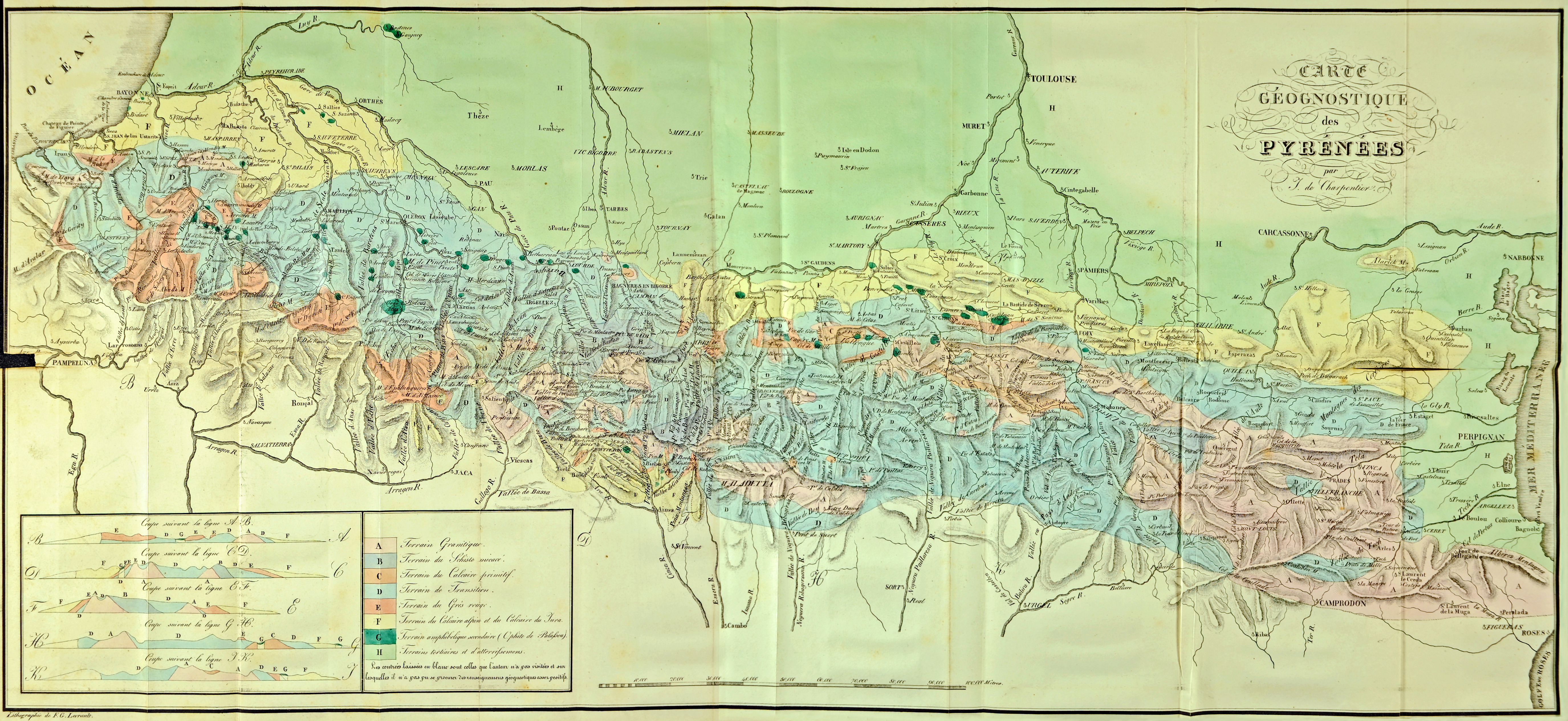
Carta geologica dei Pirenei

| Charpentier è l'abbreviazione standard utilizzata per le specie animali descritte da Jean de Charpentier. Categoria:Taxa classificati da Jean de Charpentier |